# Frontera entre Turquia i Rússia
La frontera entre Turquia i Rússia és una frontera íntegrament marítima i es troba al mar Negre. La delimitació, vigent des de 1920 va ser sotmesa a un acord definitiu mitjançant un tractat en 1978 entre Turquia i la unió Soviètica i era fixada per 12 punts: 
- Punt 1: 41° 35' 41" N 41° 16' 33" E
- Punt 2: 41° 57' 00" N 40° 41' 33" E
- Punt 3: 42° 01' 52" N 40° 26' 00" E
- Punt 4: 42° 08' 21" N 39° 49' 37" E
- Punt 5: 42° 20' 15" N 39° 00' 13" E
- Punt 6: 42° 25' 28" N 38° 32' 10" E
- Punt 7: 43° 10' 55" N 36° 50' 42" E
- Punt 8: 43° 26' 04" N 36° 10' 57" E
- Punt 9: 43° 26' 08" N 35° 30' 25" E
- Punt 10: 43° 11' 17" N 34° 13' 10" E
- Punt 11: 43° 11' 50" N 33° 36' 56" E
- Punt 12: 43° 20' 43" N 32° 00' 00" E

Aquest acord fou ratificat per un intercanvi de notes entre desembre de 1986 i febrer de 1987. Aquesta delimitació també inclou actualment la frontera marítima entre Turquia i Ucraïna i entre Turquia i Geòrgia.